# マルニ木工
株式会社マルニ木工は、木工家具を製造、販売するグループ企業。

## 概要
本社は広島県広島市。木工家具では業界有数の大手であり、カリモクと並んで高いブランド力を持ち、モードロイヤルシリーズ、地中海ロイヤルシリーズなど高級志向の商品が有名。1970年代からトータルコーディネイトというコンセプトを提案することで、統一感のあるインテリア家具を世に送り出すことに成功し、企業躍進の契機となった。
また、東南アジアのタイに子会社タイマルニを早くから開設しコストダウンも推進している。
前身の昭和曲木工業を数えると、創業は昭和3年からと最古参である。古くからそれまで家内手工業が主であった家具生産を分業制によるオートメーションを目指したことで、大きく生産量を伸ばし、業界の旗手となった。
近年では過剰債務や海外産の安い家具に押されて経営状態が悪化。日本政策投資銀行とあおぞら銀行が出資する瀬戸中国地方の企業再生を目的としたファンドせとみらいキャピタルの支援を受けていたが、エディオンの子会社デオデオが支援を表明。デオデオがマルニ木工株30%を取得しエディオンの持分法適用関連会社となっていた。
2022年3月25日にエディオンは所有するマルニ木工株をすべて売却し持分法適用会社から外れている。

## 沿革
- 1928年：マルニの前身である昭和曲木工場の設立。
- 1933年：沼田木工所と合併し、マルニ木工株式会社となる。
- 1988年：株式会社マルニに改称。
- 1991年：株式会社マルニへ株式会社マルニリビング、株式会社マルニファニシングが合併する。
- 1996年：株式会社マルニファニシングを分社。
- 2004年：株式会社マルニ木工に改称。

## ネクストマルニ
近年はネクストマルニというプロジェクトを立ち上げている。これは同社が持っていた木材の加工技術に加え、産業と文化の融合を目指すものである。（stub）

## 主な商品
- MARUNI COLLECTION
- MARUNI60
- nextmaruni
- ブリタニア
- 地中海ロイヤル
- ブリティッシュコレクション
- マキシマム
- 地中海
- ベルサイユ
- アトリエ

など

## マルニカヌークラブ
1960年に創部。ロサンゼルスオリンピックで初の入賞を果たした井上清登を始め、緒方厚信・井上清澄・坂本利介・當山克也などの五輪選手を輩出、日本選手権でも27連覇するなど、日本カヌー界の名門クラブだった。
1999年9月、本業の業務悪化に伴い廃部となった。
参考資料：カヌーの危機 - 2000年8月24日付中国新聞

## 関連書籍
- 『奇跡の椅子 AppleがHIROSHIMAに出会った日』小松成美